# Temesújfalu
Temesújfalu (románul: Neudorf, németül: Neudorf) település Romániában, a Partiumban, Arad megyében.

## Fekvése
Lippa nyugati szomszédjában fekvő település.

## Története
Temesújfalu nevét 1723-1725-ben a gróf Mercy tábornagy térképen már Novosello néven említették. 1808-ban Neudorf, Újfalu néven írták.
A török hódoltság végén már lakott volt, azonban a következő évtizedekben elpusztult és az 1761. évi hivatalos térképen már pusztaként szerepelt. 1765-ben 148 német telepes család telepedett le itt, akiknek Franz Carl Samuel Neumann lippai sótári tiszt lakóházakat építtetett. Ekkor Neudorf lett a neve. 1782-ben Deseő Ádám vette meg a kincstártól, akitől 1797-ben sógora, Eötvenesi Lovász Zsigmond császári-királyi kamarás vette zálogba. 1812-ben Eötvenesi Lovász Imre, utána özvegye, 1846-ban pedig Eötvenesi Lovász Amália férje gróf Zelenski László lett a birtokosa, majd később a Lovász-család birtokai gróf Zelenski Róbertre szálltak.

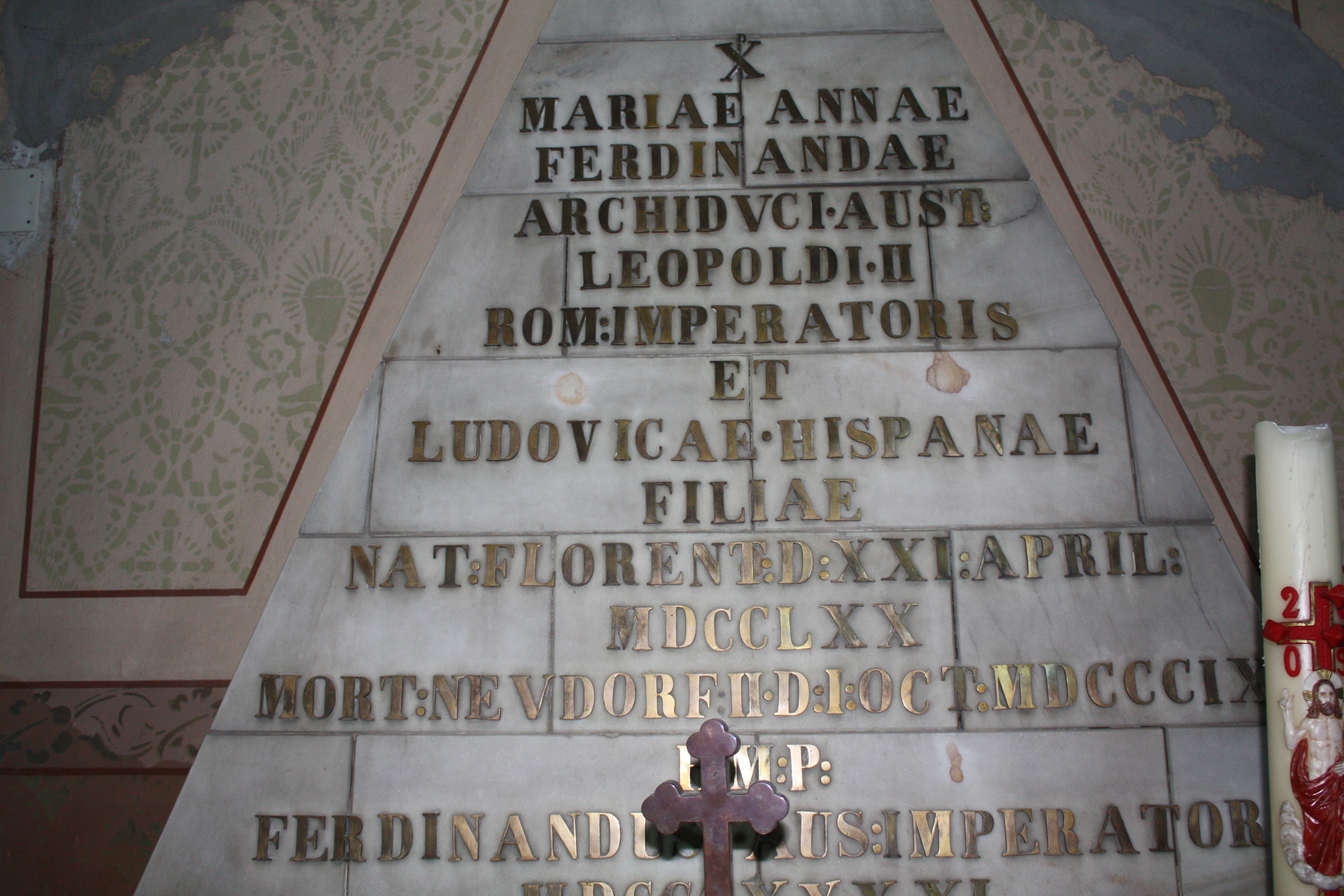
Mária Anna főhercegnő síremléke

1798-ban Eötvenesi Lovász Zsigmond építette a kastélyt,  mely ekkor még csak földszintes volt. E kastélyban lakott Eötvenesi Lovász Zsigmond vendégeként 1809 augusztus 17-étől 1809. október 1-jén bekövetkezett haláláig, I. Ferenc király nővére, Mária Anna Ferdinanda főhercegnő, kit a temesújfalui kegyurasági templom szentélye alatt levő Eötvenesi Lovász-család sírboltjába temettek el. A szentélyben a főhercegnő emlékére Miksa főherceg, a későbbi mexikói császár fehér carrarai márvány sírkövet állíttatott.
A kastélyt 1848-ban az erdélyi mócok feldúlták és kirabolták. 1884-ig lakatlan maradt, de ekkor gróf Zelenski Róbert átalakíttatta, és kétemeletesre építtette. 

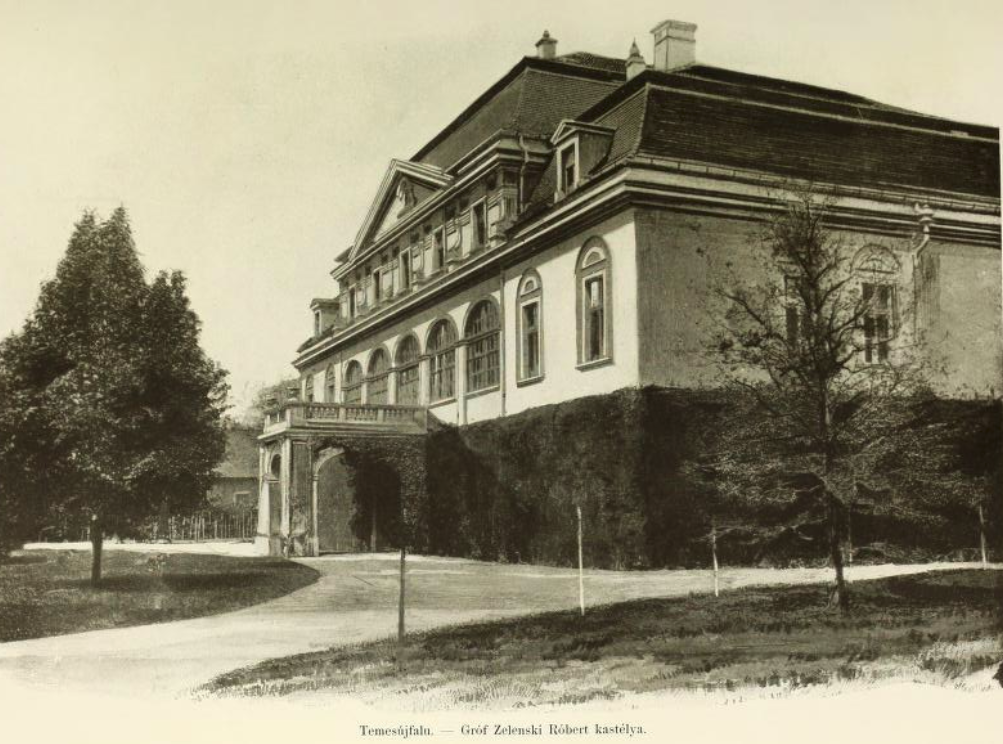
Az egykori kastély 1914-ben

A kastélyban tartózkodott 1903. szeptember 3-tól szeptember 7-ig Ferenc Ferdinánd trónörökös is. A kastély főúri berendezései között 2000 kötetes könyvtár, régi olasz mesterek festményei, régi metszetek, bútorok, ötvösművek voltak találhatók. A kastély ma már nem létezik.
A faluba 1903-ban, Ferenc Ferdinánd trónörökös látogatása előtt vezették be a villanyt.
1910-ben 1310 lakosából 1033 német, 149 román, 126 magyar volt. Ebből 1134 római katolikus, 139 görögkeleti ortodox, 13 református volt.
A trianoni békeszerződés előtt Temes vármegye Lippai járásához tartozott.

## Nevezetességek
- 1771–1841 között épült római katolikus temploma, benne az 1809-ből származó kriptával a romániai műemlékek jegyzékében az AR-II-a-A-00636 sorszámon szerepel.[4]